# Epidemiología
La epidemiología es una disciplina científica en el área de la salud pública, no solamente la medicina,  que estudia la distribución, frecuencia, magnitud y factores determinantes de las enfermedades existentes en poblaciones humanas definidas. Rich la describió en 1979 como la ciencia que estudia la dinámica de salud en las poblaciones; por lo tanto involucra el análisis e interpretación de las personas que también están sanas.. El profesional especializado en epidemiología se llama epidemiólogo.

## Principios
La epidemiología —que, en sentido estricto, podría denominarse epidemiología humana—  constituye una parte muy importante dentro de la salud pública, ocupa un lugar especial en la intersección entre las ciencias biomédicas y las ciencias sociales, e integra los métodos y principios de estas ciencias para estudiar la salud y controlar las enfermedades en grupos humanos bien definidos. Existe también una epidemiología veterinaria, que estudia los mismos aspectos en los padecimientos que afectan la salud de los animales; y también podría hablarse de una epidemiología zoológica y botánica, íntimamente relacionadas con la ecología.
En epidemiología se estudian y describen las enfermedades que se presentan en una determinada población, para lo cual se tienen en cuenta una serie de patrones de enfermedad, que se reducen a tres aspectos: tiempo, lugar y persona: el tiempo que tarda en surgir, la temporada del año en la que surge y los tiempos en los que es más frecuente; el lugar (la ciudad, la población, el país, el tipo de zona) en donde se han presentado los casos, y las personas más propensas a padecerla (niños, ancianos, etc., según el caso).
La epidemiología surgió del estudio de las epidemias de enfermedades infecciosas; de ahí su nombre. Ya en el siglo XX los estudios epidemiológicos se extendieron también a las enfermedades no infecciosas. Para el análisis adecuado de la información epidemiológica se requiere cada vez con mayor frecuencia un equipo multidisciplinario que prevea la participación de profesionales de otros ámbitos científicos, entre los cuales la demografía y la estadística son especialmente importantes.

## Ciencia
Para causar una enfermedad, un patógeno debe crecer y reproducirse en el hospedador. Los epidemiólogos siguen por esta razón, la historia natural de los patógenos. En muchos casos, un patógeno individual no puede crecer fuera del hospedador; si el hospedador muere, el patógeno también muere. Asimismo, los patógenos que matan al hospedador antes de trasmitirlos a otro hospedador, terminarán por extinguirse. Por tanto, la mayoría de los patógenos dependientes del hospedador deben adaptarse a coexistir con el hospedador. Un patógeno bien adaptado vive en equilibrio con el hospedador, tomando lo que necesita para su existencia, y causando solo un mínimo de daño. Estos patógenos a veces pueden causar infecciones crónicas (infecciones de larga duración) en el hospedador. Cuando existe equilibrio entre el hospedador y el patógeno, ambos sobreviven. Por otra parte, el hospedador puede resultar dañado cuando su resistencia es baja, por factores como una dieta insuficiente, edad avanzada y otros agentes estresantes.
Además, algunas veces emergen nuevos patógenos naturales para los cuales el hospedador individual, y algunas veces la especie entera, no ha desarrollado resistencia. Estos patógenos emergentes a menudo causan infecciones agudas, caracterizadas por un comienzo rápido y llamativo. En estos casos, los patógenos pueden actuar como fuerzas selectivas en la evolución del hospedador, igual que el hospedador, al desarrollar resistencia, puede ser una fuerza selectiva en la evolución de los patógenos. En los casos en los que el patógeno no depende del hospedador para sobrevivir, con frecuencia el patógeno puede causar una enfermedad aguda devastadora.

## Objetivos
La epidemiología es parte importante de la salud pública y contribuye a:
1. Definir los problemas e inconvenientes de salud importantes de una comunidad;
2. Describir la historia natural de una enfermedad;
3. Descubrir los factores que aumentan el riesgo de contraer una enfermedad (su etiología);
4. Predecir las tendencias de una enfermedad;
5. Determinar si la enfermedad o problema de salud es prevenible o controlable;
6. Determinar la estrategia de intervención (prevención o control) más adecuada;
7. Probar la eficacia de las estrategias de intervención;
8. Cuantificar el beneficio conseguido al aplicar las estrategias de intervención sobre la población;
9. Evaluar los programas de intervención;
10. La medicina moderna, especialmente la mal llamada medicina basada en la evidencia (medicina factual o medicina basada en estudios científicos), está basada en los métodos de la epidemiología.[3]

## Vocabulario
Hay una serie de términos que tienen un significado específico para el epidemiólogo. Una enfermedad es una epidemia cuando ocurre en un número inusualmente alto de individuos de una población simultáneamente; una pandemia es una epidemia que se disemina ampliamente, usualmente por todo el mundo.
Una enfermedad endémica es la que está constantemente presente en una población, aunque su incidencia suele ser baja.
La incidencia de una enfermedad determinada, es el número de nuevos casos de una enfermedad individual en una población de un determinado período de tiempo.
La prevalencia de una enfermedad dada, es el número total de casos nuevos y ya existentes informados en una población y durante un determinado período de tiempo.
Un brote de una enfermedad ocurre cuando se observa un número de casos, por lo general en un período de tiempo relativamente corto, en un área geográfica que anteriormente solo había presentado casos esporádicos de la enfermedad.

## Mortalidad y morbilidad
La mortalidad es la incidencia de muerte en la población. Las enfermedades infecciosas fueron la principal causa de la muerte en 1900 en los países desarrollados, pero ahora son mucho menos significativas. Hoy día, las enfermedades no infecciosas asociadas al estilo de vida, como las enfermedades cardíacas y el cáncer, son mucho más prevalentes y causan mayor mortalidad que las enfermedades infecciosas. Sin embargo, la situación actual podría cambiar rápidamente, si se llegaran a afectar en forma importante las infraestructuras y los servicios de salud públicas. En países en desarrollo, las enfermedades infecciosas son todavía la principal causa de mortalidad.
La morbilidad se refiere a la incidencia de enfermedades en la población, incluyendo tanto enfermedades mortales como no mortales. Las estadísticas de la morbilidad definen la salud pública de una población con mayor precisión que las de mortalidad, porque muchas enfermedades tienen una mortalidad relativamente baja.

## Progresión de la enfermedad
En términos de sintomatología clínica, el curso de una enfermedad infecciosa aguda puede dividirse en etapas:
1. Infección: el microorganismo invade, coloniza y crece en el hospedador.
2. Período de incubación: el período de tiempo entre la infección y la aparición de los síntomas de la enfermedad.
3. Período agudo: la enfermedad está en su punto culminante, con síntomas claros como fiebre y escalofríos.
4. Período de declive: los síntomas de enfermedad están cediendo, la fiebre disminuye, usualmente después de un período de sudoración intensa, y aparece una sensación de bienestar.
5. Período de convalecencia: el enfermo recupera las fuerzas y vuelve a la normalidad.[5]

## Metodología
La epidemiología se basa en el método científico para la obtención de conocimientos, a través de los estudios epidemiológicos. Ante un problema de salud, y los datos disponibles sobre el mismo, se formula una hipótesis, la cual se traduce en una serie de consecuencias contrastables mediante experimentación. Se realiza entonces un proyecto de investigación que comienza con la recolección de datos y su posterior análisis estadístico, que permite obtener medidas de asociación (odds ratio, riesgo relativo, razón de tasas), medidas de efecto (riesgo atribuible) y medidas de impacto (fracción etiológica o riesgo atribuible proporcional), tanto a nivel de los expuestos como a nivel poblacional. De los resultados de esta investigación es posible obtener conocimientos que servirán para realizar recomendaciones de salud pública, pero también para generar nuevas hipótesis de investigación.
En la literatura científica reciente se encuentran varios artículos de revisión, revisados por pares, que proveen una valiosa descripción general de las diferentes metodologías de la epidemiología.

## Etiología de las enfermedades

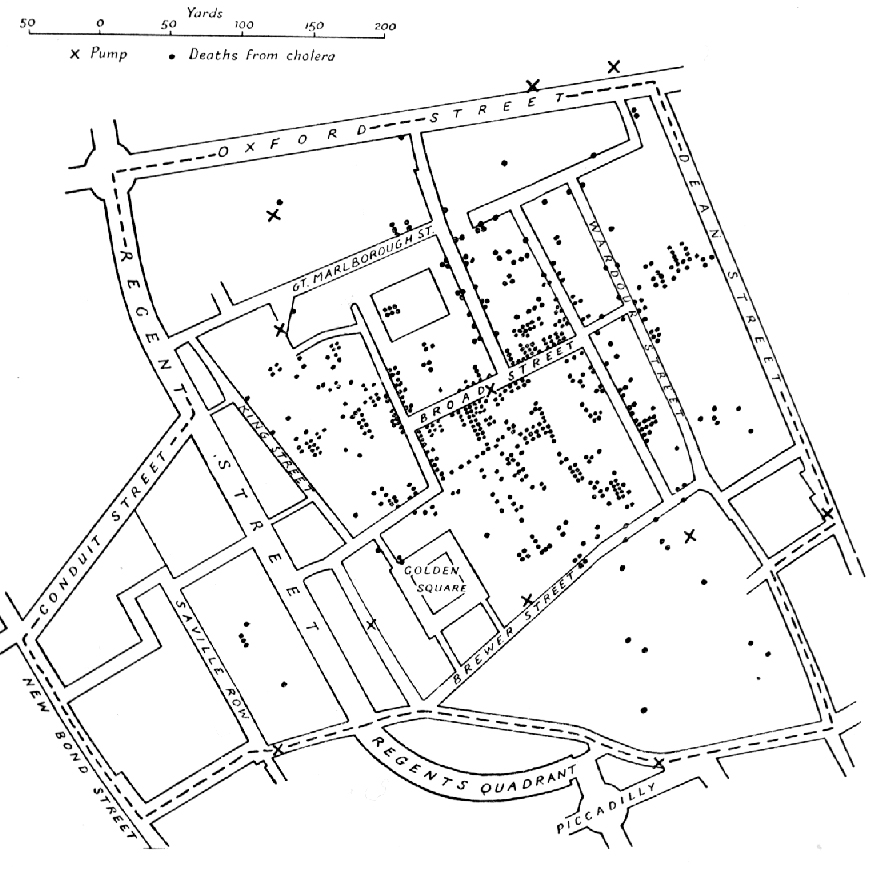
Mapa original del Dr. John Snow. Los puntos muestran los casos de muerte por cólera durante la epidemia ocurrida en Londres en 1854. Las cruces representan los pozos de agua de los que bebieron los enfermos.

El triángulo epidemiológico causal de las enfermedades está formado por el medio ambiente, los agentes y el huésped. Un cambio en cualquiera de estos tres componentes alterará el equilibrio existente para aumentar o disminuir la frecuencia de la enfermedad, por lo tanto se pueden llamar factores causales o determinantes de la enfermedad.
Las bases de la epidemiología moderna fueron sentadas por Girolamo Fracastoro (Verona, 1487-1573) en sus obras De sympathia et antipathia rerum ("Sobre la simpatía y la antipatía de las cosas") y De contagione et contagiosis morbis, et eorum curatione ("Sobre el contagio y las enfermedades contagiosas y su curación"), ambas publicadas en Venecia en 1546, donde Fracastoro expone sucintamente sus ideas sobre el contagio y las enfermedades transmisibles.
Se considera al inglés John Graunt (1620-1674) quien publicó en 1662 el libro Natural and Political Observations Made upon the Bills of Mortality —sobre Londres— uno de los precursores de la epidemiología y de la demografía. Sin embargo, es John Snow (1813-1858), a quien se considera el precursor de la epidemiología contemporánea, ya que formuló la hipótesis de la transmisión del cólera por el agua y lo demostró confeccionando un mapa de Londres, en donde un reciente brote epidémico había matado más de 500 personas en un período de 10 días. Snow marcó en el mapa los hogares de los que habían muerto. La distribución mostraba que todas las muertes habían ocurrido en el área de Golden Square. La diferencia clave entre este distrito y el resto de Londres era el origen del agua potable. La compañía de agua privada que suministraba al vecindario de Golden Square extraía el agua de una sección del Támesis especialmente contaminado. Cuando se cambió el agua y comenzó a extraerse río arriba, de una zona menos contaminada, cedió la epidemia de cólera.
Un progreso muy importante en el siglo XX, publicado en 1956 con los resultados del estudio de médicos británicos, fue la demostración de la relación causal entre fumar (tabaquismo) y el cáncer de pulmón.

## Transición epidemiológica
Constituye un proceso de cambio dinámico a largo plazo en la frecuencia, magnitud y distribución de la morbilidad y mortalidad de la población. 
La transición epidemiológica, que va acompañada por la transición demográfica, presenta cuatro aspectos a destacar:
1. Desplazamiento en la prevalencia de las enfermedades transmisibles por las no trasmisibles.
2. Desplazamiento en la morbilidad y mortalidad de los grupos jóvenes a los grupos de edad avanzada.
3. Desplazamiento de la mortalidad como fuerza predominante por la morbilidad, sus secuelas e invalideces.
4. Polarización epidemiológica. La polarización epidemiológica sucede cuando en distintas zonas de un país o en distintos barrios de una misma ciudad encontramos diferencias en la morbilidad y mortalidad de la población.[4]

## Ramas relacionadas
- Epidemiología descriptiva: es la rama de la epidemiología que describe el epidemiológico en tiempo, lugar y persona, cuantificando la frecuencia y distribución del fenómeno mediante medidas de incidencia, prevalencia y mortalidad, con la posterior formulación de hipótesis.
- Epidemiología analítica: busca, mediante la observación o la experimentación, establecer posibles relaciones causales entre factores a los que se exponen personas y poblaciones y las enfermedades que presentan. Las medidas empleadas en el estudio de esta rama de la epidemiología son los factores de riesgo, cuyo resultado es una probabilidad. Es posible distinguir dos tipos: riesgo absoluto y riesgo relativo.
  - Riesgo absoluto: probabilidad de una enfermedad (baja, moderada, alta); si se considera la probabilidad de la enfermedad durante un periodo de tiempo, de lo que se está hablando es de una incidencia y no de un riesgo absoluto.
  - Riesgo relativo: cuando se comparan dos riesgos absolutos entre sí; se trata de una probabilidad relativa (más alta o más baja que el otro); se ha de tener en cuenta que un riesgo relativo, por muy alto que sea, puede ser irrelevante; por ejemplo, fumar aumenta 100 veces el riesgo de sufrir una enfermedad, el riesgo sin fumar es de 1/100 000 000, por lo que el incremento por fumar es muy pequeño, prácticamente despreciable.
  - Riesgo atribuible: en una población expuesta a un factor de riesgo, es la diferencia entre la incidencia de enfermedad en expuestos y no expuestos al factor de riesgo. La diferencia entre ambos valores proporciona el valor del riesgo de enfermedad en la cohorte expuesta, que se debe exclusivamente a la exposición al factor de riesgo.
- Epidemiología experimental: busca, mediante el control de las condiciones del grupo a estudiar, sacar conclusiones más complejas que con la mera observación no son deducibles. Se basa en el control de los sujetos a estudiar y en la aleatorización de la distribución de los individuos en dos grupos, un grupo experimental y un grupo control. Se ocupa de realizar estudios en animales de laboratorio y estudios experimentales con poblaciones humanas.
- Ecoepidemiología: busca, mediante herramientas ecológicas, estudiar integralmente como interaccionan los factores ambientales con las personas y poblaciones en los medios que los rodean y como ello puede influir en la evolución de enfermedades que se producen como consecuencia de dicha interacción.[3]

### Libros
- Porta M, editor. Greenland S, Hernán M, dos Santos Silva I, Last JM, associate editors (2014). "A dictionary of epidemiology", 6.ª edición. Nueva York: Oxford University Press.  ISBN 9780199976737
- Bhopal R. Concepts of Epidemiology. Integrating the ideas, theories, principles and methods of epidemiology (2nd edition). New York: Oxford University Press; 2008. ISBN 978-0-19-954314-4
- Olsen J, Christensen K,  Murray J, Ekbom A. An Introduction to Epidemiology for Health Professionals. New York: Springer Science+Business Media; 2010. e-ISBN 978-1-4419-1497-2
- Clayton D, Hills M (1993) Statistical Models in Epidemiology Oxford University Press. ISBN 0-19-852221-5
- Morabia A, editor. (2004) A History of Epidemiologic Methods and Concepts. Basel, Birkhauser Verlag. Part I.
- Szklo M, Nieto FJ (2002). "Epidemiology: beyond the basics", Aspen Publishers.
- Robertson LS (2015). Injury Epidemiology: Fourth Edition. Gratis en línea en www.nanlee.net
- Rothman K, Greenland S, Lash T, editors (2008). "Modern Epidemiology", 3rd Edition, Lippincott Williams & Wilkins. ISBN 0-7817-5564-6, ISBN 978-0-7817-5564-1.
- Olsen J, Christensen K, Murray J, Ekbom A. An Introduction to Epidemiology for Health Professionals. New York: Springer Science+Business Media; 2010. e-ISBN 978-1-4419-1497-2
- Urquía ML.(2019). "Teorías dominantes y alternativas en epidemiología", De la UNLa - Universidad Nacional de Lanús. ISBN 978-987-4937-20-9, DOI 10.18294/9789874937209.